# Stictea
Stictea là một chi bướm đêm thuộc phân họ Olethreutinae, họ Tortricidae Tortricidae.

## Các loài
- Stictea charopa (Meyrick, 1888)
- Stictea coriariae (Oku, 1974)
- Stictea cryptosema (Diakonoff, 1983)
- Stictea dilacerata (Meyrick, 1929)
- Stictea discobola (Diakonoff, 1968)
- Stictea dolopaea (Meyrick, 1905)
- Stictea dyselia (Turner, 1946)
- Stictea ejectana (Walker, 1863)
- Stictea emplasta (Meyrick, 1901)
- Stictea fenestrata (Walsingham, 1907)
- Stictea glaucothoe (Meyrick, 1927)
- Stictea infensa (Meyrick, 1911)
- Stictea inobtrusa (Diakonoff, 1968)
- Stictea limnephilana (Meyrick, 1881)
- Stictea macropetana (Meyrick, 1881)
- Stictea mygindiana ([Denis & Schiffermuller], 1775)
- Stictea sphenophora (Turner, 1946)